# Крамер, Ирис
Ирис Крамер (нем. Iris Krämer; 22 июня 1981, Дармштадт) — немецкая мототриалистка, чемпионка мира по мототриалу среди женщин 2007 года, 3-кратная чемпионка Европы, 6-кратная чемпионка Германии, 2-кратная победительница «Триала Наций» в составе команды Германии.

## Спортивная карьера
Дед и отец Ирис Крамер были профессиональными мотогонщиками и выступали в кроссовых дисциплинах, в том числе в Чемпионатах Германии по мотокроссу. После окончания мотокроссовой карьеры отец Ирис увлёкся на любительском уровне триалом, и когда Ирис было 6 лет, купил ей первый мотоцикл. С 12 лет Ирис Крамер начала профессиональную карьеру.
В 1999 году Международная мотоциклетная федерация учредила Чемпионат Европы по мототриалу среди женщин, — первое официальное соревнование такого уровня — и Ирис Крамер с первой же попытки выиграла европейский титул, защитив ещё дважды в 2000 и 2001 годах. В 2002 году Крамер дебютировала в Чемпионате Германии по мототриалу среди женщин и с первой же попытки выиграла титул, впоследствии повторив этот успех ещё пять раз.
В Чемпионатах мира среди женщин, проводящихся с 2000 года, неизменно доминировала Лайя Санс, и Ирис Крамер стала единственной триалисткой, сумевшей опередить её в чемпионате, выиграв мировой титул в 2007 году (другая чемпионка мира, Эмма Бристоу, выигрывала титулы только в те годы, когда Санс не выступала).
В 2004 году Крамер получила тяжёлую травму — её локтевой сустав был раздроблен на 5 фрагментов. По словам самой Крамер, это похоронило её мечту о выступлении на Ралли «Дакар» (детской героиней Крамер была немецкая раллистка Ютта Кляйншмидт, победительница ралли «Дакар» 2001 года.
В 2009 году Ирис Крамер объявила об окончании профессиональной карьеры. Впоследствии она работала в FIM, занимаясь организацией Чемпионатов мира среди женщин; с 2006 года она ежегодно организует женские тренировочные лагеря по мототриалу. Также она работала в качестве комментатора триальных и эндуро дисциплин для немецкого канала Eurosport.

## Результаты выступлений в Чемпионате мира по мототриалу среди женщин
| Год  | Мотоцикл         | 1      | 2      | 3     | Место | Очки    |
| ---- | ---------------- | ------ | ------ | ----- | ----- | ------- |
| 2000 | Gas Gas          | ESP 2  |        |       | 2     | 17      |
| 2001 | Gas Gas          | ITA 2  |        |       | 2     | 17      |
| 2002 | Gas Gas          | POR 2  |        |       | 2     | 17      |
| 2003 | Gas Gas          | RSM 2  |        |       | 2     | 17      |
| 2005 | Gas Gas          | ITA1 2 | ITA2 2 |       | 2     | 34      |
| 2006 | Gas Gas          | AND 2  | BEL 3  | FRA 2 | 2     | 34 (49) |
| 2007 | Scorpa           | CZE 2  | GBR 1  |       | 1     | 37      |
| 2008 | Scorpa           | LUX 3  | ESP 2  | AND 3 | 3     | 32 (47) |
| 2009 | Scorpa / Gas Gas | AND 4  | FRA 2  | ITA 3 | 3     | 32 (45) |

## Результаты выступлений в Чемпионате Европы по мототриалу среди женщин
| Год  | Мотоцикл | 1      | 2     | 3      | Место | Очки |
| ---- | -------- | ------ | ----- | ------ | ----- | ---- |
| 1999 | Gas Gas  | GER 1  |       |        | 1     | 20   |
| 2000 | Gas Gas  | GER 1  | ITA 2 | NOR 1  | 1     | 57   |
| 2001 | Gas Gas  | ESP 2  | ITA 1 |        | 1     | 37   |
| 2002 | Gas Gas  | NOR 2  | ESP 2 |        | 2     | 34   |
| 2003 | Gas Gas  | FRA 2  | ITA 2 | RSM 2  | 2     | 51   |
| 2004 | Gas Gas  | FRA 2  | GBR 2 | ESP    | 3     | 34   |
| 2005 | Gas Gas  | ITA1 2 | NOR 2 | ITA2 2 | 2     | 51   |
| 2006 | Gas Gas  | FRA 2  | ITA 3 | ESP 2  | 2     | 49   |
| 2007 | Scorpa   | ESP 2  | ITA 2 | NOR 3  | 2     | 49   |
| 2008 | Scorpa   | FRA 2  | ITA 3 | CZE 2  | 2     | 49   |
| 2009 | Scorpa   | POL 3  | ITA 3 | CZE 3  | 3     | 45   |